# Hirakata
Hirakata (枚方市 -shi) é uma cidade japonesa localizada na província de Osaka.
Em 2003 a cidade tinha uma população estimada em 404 884 habitantes e uma densidade populacional de 6 222,28 h/km². Tem uma área total de 65,07 km².
Recebeu o estatuto de cidade a 1 de Agosto de 1947.

## Cidades-irmãs
- Yeongam, Coreia do Sul
- Distrito de Changning, Xangai, China
- Logan, Austrália
- Date, Japão
- Takamatsu, Japão
- Nago, Japão
- Hasami, Japão
- Tenkawa, Japão
- Betsukai, Japão
- Shimanto, Japão